# Ходжес, Фрэнк (футболист)
 Фрэнк Чарльз Хо́джес (англ. Frank Charles Hodges; 26 января 1891 — 5 июня 1985) — английский футболист. Выступал на позиции крайнего нападающего.

## Футбольная карьера
Родился в Бирмингеме, где и начал карьеру в одноимённом клубе. Его карьера в клубе была прервана войной. В военное время выступал за шотландский «Сент-Миррен». В августе 1919 года перешёл в «Манчестер Юнайтед» за 100 фунтов. Дебютировал за клуб 18 октября 1919 в матче Первого дивизиона против «Манчестер Сити». Выступал за клуб на протяжении двух сезонов, сыграв в общей сложности 20 матчей и забив 4 мяча. Летом 1921 года был продан за 100 фунтов в «Уиган Боро». В дальнейшем играл за клубы «Кру Александра», «Стейлибридж Селтик», «Манчестер Норт Энд» и «Сандбач Рамблерс».